# Marienthaler Mühle
Die Marienthaler Mühle war eine Wassermühle mit zwei unterschlächtigen Wasserrädern an der Wurm in der Stadt Übach-Palenberg im nordrhein-westfälischen Kreis Heinsberg im Regierungsbezirk Köln.

## Geographie
Die Marienthaler Mühle hatte ihren Standort in der Marienstraße im Stadtteil Marienberg in der Stadt Übach-Palenberg. Die Standorthöhe, auf dem die Mühle einst stand, ist bei ca. 84 m über NN. Oberhalb hatten die Rimburger Mühlen ihre Standorte, unterhalb steht die Zweibrügger Mühle.

## Gewässer
Die Wurm versorgte auf einer Flusslänge von 53 km zahlreiche Mühlen mit Wasser. Die Quelle der Wurm liegt südlich von Aachen bei 265 m über NN, die Mündung in die Rur ist bei der Ortschaft Kempen in der Stadt Heinsberg bei 32 m über NN. 

## Geschichte der Mahlmühle
Die Marienthaler Mühle entstand im Jahre 1831/32 und ist damit die zweitjüngste Mühle an der Wurm. Die Mühle ist benannt nach der Kirchenschutzpatronin Maria und da sie im Tal lag Marien-Thaler-Mühle. Sie war eine Öl-, Korn- und Graupenmühle und wurde von zwei Wasserrädern angetrieben. Bis Kriegsende überstand die Mahlmühle unbeschädigt den Betrieb. Erst eine Explosion großer Mengen Munition aus dem Zweiten Weltkrieg, die in der Nähe gelagert war, zerstörte die Mühle und besiegelte ihr Ende. Wo einst die Mühle stand, steht heute ein Mehrfamilienhaus.

## Karten

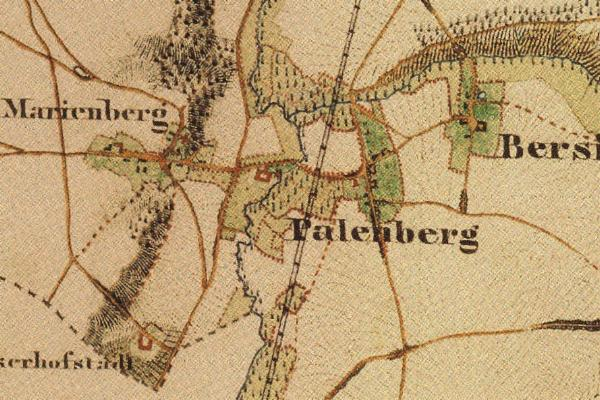
Marienberg auf der Uraufnahme von 1846
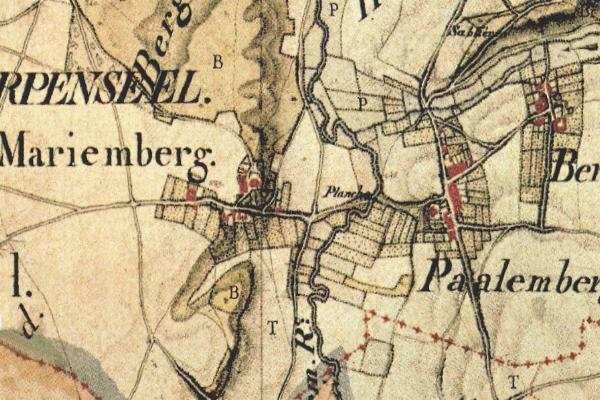
Marienberg auf der Tranchotkarte1805/1807

→ Siehe auch Liste der Mühlen an der Wurm